# Тарасов, Юрий Иванович
 Ю́рий Ива́нович Тара́сов  (укр. Юрій Іванович Тарасов; 5 апреля 1960, Борщевая, Харьковская область — 28 марта 2000, Харьков) — советский и украинский футболист. Мастер спорта СССР (1984).
Окончил УЗПИ (1981), инженер-технолог.

## Биография
Вышел из дворового футбола. После школы поступил в политехнический институт, играл в студенческой команде. По приглашению Бориса Прокофьевича Егунько после окончания 2-го курса стал играть за команду «Колос» в посёлке Бабаи. На одном из тренировочных матчей сельской команды присутствовали представители «Металлиста», которые пригласили Тарасова в фарм-клуб «Маяк» (Харьков).
Вместе с «Маяком» Тарасов поднялся из турнира КФК во 2-ю союзную лигу, стал лучшим бомбардиром команды (18 голов в сезоне 1981 года). В 1983 переведен в основную команду. 2 мая 1983 года сыграл свой первый официальный матч в высшей лиге — вышел на замену во втором тайме в Вильнюсе против «Жальгириса». «Металлист» проиграл — 2:3, но Тарасов отметил дебют голом.
1984 год стал одним из лучшим в карьере футболиста — он забил за сезон 17 мячей, оказавшись в итоговом списке лучших бомбардиров на 3-5 местах. В одном из матчей — против бакинского «Нефтчи» — стал автором 4 мячей (один мяч забил с пенальти). Однако остаться на этом уровне не удалось — ни в один из последующих сезонов не забивал более 9 мячей.
В 1988 стал обладателем Кубка СССР. Осенью того же года дебютировал в еврокубках — провел 4 игры в Кубке Кубков 1988/89, забил 2 мяча.
Всего в высшей лиге чемпионата СССР — 214 матчей, 61 мяч. Провел 23 игры на Кубок СССР, забил 10 мячей. В матчах Кубка Федерации футбола СССР — 16 игр, 11 мячей.
Летом 1990 уехал играть в Израиль. В одной из первых игр против «Хапоэля» из Кфар-Сабы стал автором 2-х мячей и помог команде одержать победу со счетом 3:1. Однако впоследствии больших успехов в Израиле не достиг.
По возвращении на Украину выступал за «Ниву» (10 игр, 3 мяча) и «Металлист» (20 игр). Полные матчи проводил редко, в основном выходил на замены. Последний официальный матч провел 30 апреля 1994 года против луганской «Зари-МАЛС».
По окончании карьеры себя не нашёл, злоупотреблял алкоголем. Скончался 28 марта 2000. Похоронен в родном селе.

## Статистика выступлений за «Металлист»
| Клуб      | Сезон   | Чемпионат | Чемпионат | Кубок | Кубок | Еврокубки | Еврокубки | Прочие | Прочие | Всего | Всего |
| Клуб      | Сезон   | Игры      | Голы      | Игры  | Голы  | Игры      | Голы      | Игры   | Голы   | Игры  | Голы  |
| --------- | ------- | --------- | --------- | ----- | ----- | --------- | --------- | ------ | ------ | ----- | ----- |
| Металлист | 1983    | 23        | 7         | 1     | 0     | -         | -         | -      | -      | 24    | 7     |
| Металлист | 1984    | 30        | 17        | 2     | 0     | -         | -         | -      | -      | 32    | 17    |
| Металлист | 1985    | 32        | 7         | 1     | 0     | -         | -         | -      | -      | 33    | 7     |
| Металлист | 1986    | 29        | 9         | 3     | 3     | -         | -         | -      | -      | 32    | 12    |
| Металлист | 1987    | 29        | 3         | 7     | 2     | -         | -         | -      | -      | 36    | 5     |
| Металлист | 1988    | 27        | 6         | 3     | 1     | 4         | 2         | -      | -      | 34    | 9     |
| Металлист | 1989    | 29        | 9         | 4     | 4     | -         | -         | 1      | 0      | 34    | 13    |
| Металлист | 1990    | 11        | 2         | 2     | 0     | -         | -         | -      | -      | 13    | 2     |
| Металлист | 1991    | 4         | 1         | -     | -     | -         | -         | -      | -      | 4     | 1     |
| Металлист | 1993/94 | 20        | 0         | 2     | 1     | -         | -         | -      | -      | 22    | 1     |
| Всего     | Всего   | 234       | 61        | 25    | 11    | 4         | 2         | 1      | 0      | 264   | 74    |

- Прочие — Кубок Сезона СССР
- Статистика в Кубках СССР и еврокубках составлена по схеме «осень-весна» и зачислена в год старта турниров

## Достижения
- Абсолютный рекордсмен харьковского «Металлиста» по выступлениях в Высшей лиге союзного чемпионата: по количеству проведённых игр — 214, по количеству забитых мячей — 61, по количеству забитых мячей за сезон — 17 (1984), единственный из харьковчан, вошедший в список 100 лучших бомбардиров советского футбола, несколько раз входил в список «33-х лучших» футболистов Украинской ССР по итогам сезона.
- 29 сентября 1984 в домашнем матче с бакинским «Нефтчи» Тарасов забил 4 мяча (один с пенальти).

## Семья
Был женат, есть дочь.